# Hércules y el Cancerbero
Hércules y el Cancerbero es un lienzo realizado por Francisco de Zurbarán, perteneciente a una serie pictórica sobre los trabajos de Hércules. 

## Introducción
A finales de 1634, Zurbarán realizó un encargo para el Salón de Reinos del palacio del Buen Retiro, incluyendo una serie de diez cuadros dedicados a los doce trabajos de Hércules. A causa del espacio disponible, Zurbarán solamente realizó diez lienzos, si bien incluyó entre ellos la Muerte de Hércules, que no forma parte de dichos trabajos. Esta serie pictórica pretendía exaltar las virtudes de la Casa de Austria: Hércules simboliza la fuerza física, el coraje y la inteligencia, que permiten la victoria del bien sobre el mal. De la misma forma, el gobernante español, identificándose con el Hércules hispanicus, promueve la victoria del bien sobre la discordia.

## Tema de la obra
El Cancerbero era un monstruoso perro de tres cabezas, hijo de Equidna y Tifón, que guardaba la entrada e impedía la salida del reino de Hades. El duodécimo y último trabajo encargado por el rey Euristeo a Hércules consistía en bajar al inframundo, atrapar a dicho monstruo y llevarlo vivo ante la presencia del rey. Con la ayuda de Perséfone, Hércules entró en los infiernos, a través de unas cavernas. Después de realizar varias hazañas, le preguntó a Hades si se podía llevar al Cancerbero a la superficie. Hades estuvo de acuerdo, siempre que pudiera dominar al perro sin armas. Hércules lo consiguió, solamente amenazándolo con su clava. Lo arrastró con una cadena, y lo llevó ante Euristeo, quien decidió devolverlo al inframundo.

## Análisis de la obra

### Datos técnicos y registrales
- Madrid, Museo del Prado; N º. de inventario P001247;[4]
- Pintura al óleo sobre lienzo;
- Medidas: 132 x 151 cm;
- Datación: ca.1634; Restaurado en 1967;
- Consta con la referencia 82 en el catálogo de O. Delenda, y con el número 144 por Tiziana Frati.[5]

### Descripción de la obra
Como en los otros lienzos de la serie, Zurbarán se inspiró en un grabado de Cornelis Cort, del que adoptó los elementos más significativos y la composición de la escena, que recuerda la de la Muerte de Hércules. Ya Elías Tormo y José Cascales Muñoz consideraron esta obra como una de las mejores de la serie, con un monstruo realmente fiero, al que Hércules parece que efectivamente esté arrastrando. El Cancerbero aparece en una cueva llena de flamas, que iluminan fuertemente el lado derecho de Hércules. Como en los otros lienzos del conjunto, Hércules aparece erguido en primer plano, con el mismo aspecto rústico —poco «clásico»— del Hércules Hispanicus descrito por algunos escritores contemporáneos de Zurbarán sobre mitología. El pintor logra un excelente modelado anatómico del héroe —posiblemente hecho del natural— plasmando con gran verismo su fuerza corporal.

## Procedencia
1. Madrid, Palacio del Buen Retiro, Salón de Reinos, 1634;
2. Madrid, Palacio de Buenavista, 1810 (?)-1819 (?);
3. Transferido al Real Museo de Pintura y Escultura (actual Museo del Prado) en 1819.[8]